# Mongi Hamdi
Ne doit pas être confondu avec Mohamed Hamdi ou Hechmi Hamdi.
Mongi Hamdi (arabe : منجي حامدي), également orthographié Mongi Hamedi, né le 23 avril 1959 à Sidi Bouzid, est un diplomate et homme politique tunisien.

## Biographie

### Formation
En 1982, Mongi Hamdi obtient un diplôme d'ingénieur d'État à l'École nationale d'ingénieurs de Tunis. Après avoir décroché un master à l'université de Californie du Sud, il y obtient en 1988 un PhD d'ingénieur. Il décroche ensuite, en 1996, un diplôme de politique macroéconomique et de gestion de l'université Harvard.

### Carrière à l'ONU
De 1988 à 1998, Hamdi exerce diverses fonctions au secrétariat des Nations unies à New York, notamment liées aux affaires économiques et sociales. De 2001 à 2013, il dirige le secrétariat de la Commission de la science et de la technologie pour le développement à Genève, organe de l'ONU chargé de conseiller l'Assemblée générale des Nations unies et le Conseil économique et social des Nations unies sur les questions liées à la technologie, à l'innovation et au développement. En 2012, il est promu chef du cabinet du secrétaire général de la Conférence des Nations unies sur le commerce et le développement (CNUCED), puis directeur de la planification stratégique et de la coordination au bureau du secrétaire général de la CNUCED.
Durant ses années à l'ONU, Hamdi est amené à publier, superviser et participer à de nombreux rapports de l'ONU, ainsi que certains articles à propos des questions économiques et du développement.

### Ministre des Affaires étrangères

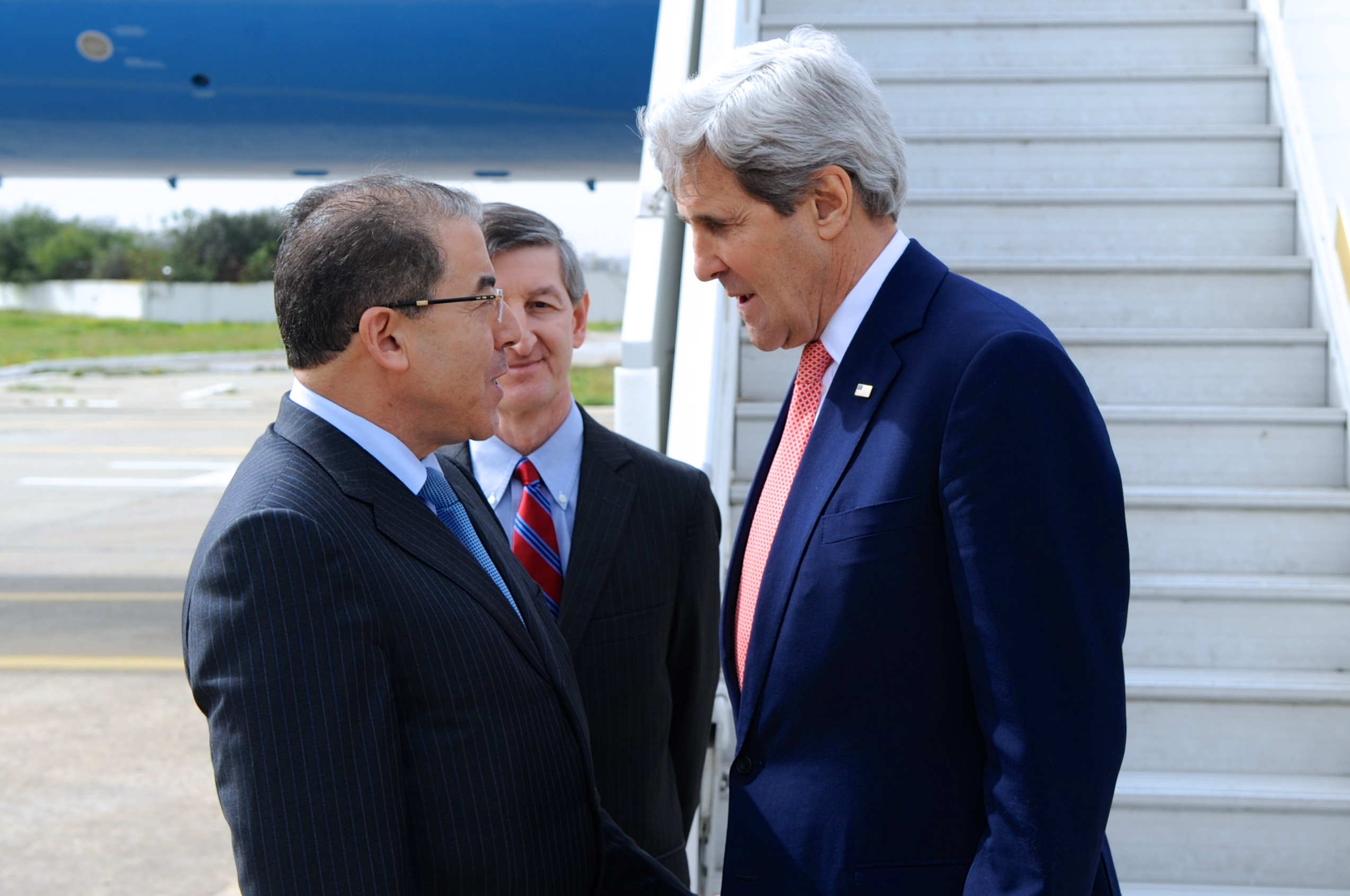
Mongi Hamdi avec John Kerry en 2014.

Le 29 janvier 2014, il est nommé ministre des Affaires étrangères dans le gouvernement de Mehdi Jomaa. Il est secondé par un secrétaire d'État, Fayçal Gouiaa. Le 12 février 2015, lors d'une cérémonie organisée au palais de Carthage, il se voit décoré par le président de la République tunisienne.

### Mission des Nations unies au Mali
Le 12 décembre 2014, il est désigné comme chef de la mission des Nations unies au Mali, succédant au Néerlandais Bert Koenders. Il prend officiellement ses fonctions le 20 janvier 2015 et la préside durant les négociations de paix inter-maliennes qui aboutissent, le 20 juin, à la signature de l'accord d'Alger par les principaux groupes rebelles du nord du Mali.

### Vie privée
Hamdi est marié et père de trois enfants.

### Décorations
- Commandeur de l'ordre de la République tunisienne[7] ;
- Grand officier de l'ordre national du Mali[8] ;
- Médaille du président de la République algérienne démocratique et populaire[9].